# ブラニチェヴォ郡

ブラニチェヴォ郡
Браничевски округ
Braničevski okrug

ブラニチェヴォ郡（プラニチェヴォぐん、セルビア語:Браничевски округ / Braničevski okrug）は、セルビアの郡。中心地はポジャレヴァツ。2022年の国勢調査による人口は156,367人である。

## 基礎自治体
郡には8つの基礎自治体がある。
- ヴェリコ・グラディシュテ（Veliko Gradište）
- ポジャレヴァツ（Požarevac）
- ゴルバツ（Golubac）
- マロ・ツルニチェ（Malo Crniće）
- ジャバリ（Žabari）
- ペトロヴァツ（Petrovac）
- クチェヴォ（Kučevo）
- ジャグビツァ（Žagubica）

## 人口
2002年の国勢調査による民族別の人口構成は次の通りである。
- セルビア人 = 174,818 人（87.2%）
- ヴラフ人 = 14,083人（7.0%）
- ロマ = 3,188 （1.6%）
- その他 = （4.2 %）

## 歴史と文化
19世紀半ば、セルビア国家が成立していくさなか、ポジャレヴァツはクラグイェヴァツとともに、ミロシュ・オブレノヴィッチの第2の都となった。彼の生きた時代、ミロシュ・オブレノヴィッチはポジャレヴァツに自身の記憶のためのモニュメントを立てた。
- 1819年の教会
- 1825年の宮殿
- 1827年の新しい市場
- 1860年の牛舎

ポジャレヴァツの文化的に重要な場所には、次のようなものがある。
- 国立博物館（ベオグラードに次いで古い）
- トゥルバ民族公園（屋外博物館）
- ミレナ・パヴロヴィッチ＝バリリ（Milena Pavlović-Barili）の画廊

## 経済
ブラニチェヴォ郡の経済活動の拠点はポジャレヴァツの中心部に集中している。もっとも盛んな産業は食品産業であり、ポジャレヴァツ農業・工業複合施設は多くの雇用を生み出し、セルビア全土の4分の1の需要をまかなっている。